# Dais cotinifolia
Dais cotinifolia, conocido como el árbol borla ("pompom tree"), es una especie de árbol perteneciente a la familia Thymelaeaceae. Se encuentra en Sudáfrica.

## Descripción
Es un pequeño árbol sudafricano que pertenece a la familia Thymelaeaceae. Crece a lo largo de la costa este hacia el norte desde la Provincia Occidental del Cabo, en el interior a lo largo de los montes Drakensberg a través de KwaZulu-Natal y el Transvaal, con una población aislada en las Tierras Altas Orientales de Zimbabue. Florece profusamente durante los meses de varano y produce una multitud de cabezas florales globulares de fragancia dulce de aproximadamente 10 cm de ancho.

## Taxonomía
Dais cotinifolia fue descrita por Linneo y publicado en Species Plantarum, Editio Secunda 1: 556, en el año 1762. (Sep 1762)
Sinonimia
- Dais canescens Bartl. ex Meisn.
- Dais cotinifolia var. laurifolia (Jacq.) Meisn.
- Dais cotinifolia var. major Meisn.
- Dais cotinifolia var. parvifolia Meisn.
- Dais eriocephala Licht. ex Meisn.
- Dais laurifolia Jacq.
- Dais passerina J.C.Wendl. ex Meisn.
- Lasiosiphon grandifolius Gilli[2]